# Барвіновка
Барві́новка (каз. Барвинов) — село у складі Сарикольського району Костанайської області Казахстану. Адміністративний центр та єдиний населений пункт Барвіновської сільської адміністрації.
Населення — 1094 особи (2021; 1400 у 2009, 1869 у 1999, 2063 у 1989).